# Lucius Aburnius Torquatus
Lucius Aburnius Torquatus (Λούκιος Ἀβούρνιος Τορκουᾶτος) war ein im 2. Jahrhundert n. Chr. lebender Angehöriger des römischen Ritterstandes (Eques).
Durch eine Inschrift in griechischer Sprache, die in Herakleia Salbake gefunden wurde, ist die militärische Laufbahn (siehe Tres militiae) von Torquatus bekannt. Er war zunächst Präfekt (ἔπαρχος) einer Cohors II Hispanorum equitata civium Romanorum (σπείρης δευτέρας Ἱσπανῆς ἱππικῆς πολειτῶν Ῥωμαίων). Danach übernahm er als Tribunus (χιλίαρχος) die Leitung der Cohors III Ulpia Petraeorum (σπείρης τρίτης Οὐλπίας Πετραίων). Im Anschluss wurde er Präfekt der Ala civium Romanorum (εἴλης πολειτῶν Ῥωμαίων).

## Cohors II Hispanorum
Margaret M. Roxan ordnet Torquatus der Cohors II Hispanorum zu, die in der Provinz Mauretania Tingitana stationiert war; sie hält es aber auch für möglich, dass er Kommandeur der Cohors II Hispanorum war, die in der Provinz Galatia et Cappadocia stationiert war. John Spaul ordnet ihn der Cohors II Hispana Vasconum zu, die ebenfalls in Mauretania Tingitana stationiert war. Michael Alexander Speidel hält es für wahrscheinlich, dass er Kommandeur der Cohors II Hispanorum war, die in Galatia et Cappadocia stationiert war.